# Herman Diephuis
Herman Diephuis, né en 1962 à Amsterdam, est un danseur et chorégraphe néerlandais.

## Biographie
Herman Diephuis a suivi sa formation de danseur à l'école Mudra, créée par Maurice Béjart, avant de venir en France pour travailler avec Régine Chopinot. 
Il danse ensuite dans les compagnies de Philippe Decouflé, François Verret, Jérôme Bel, François Verret, Xavier Le Roy, Alain Buffard et surtout de Mathilde Monnier (depuis 1984) avant d'entamer une carrière de chorégraphe au sein de sa propre compagnie (ONNO) fondée en 2004.  
En 2017 il co-chorégraphie le trio Goin’down avec Naomi Fall et crée les parties chorégraphiques de l’opéra Le Timbre d’argent (direction musicale de François-Xavier Roth et mise en scène de Guillaume Vincent). Il est invité par l'Institut Français du Congo pour créer le spectacle Jazz et Vin de Palme.
En parallèle, il développe des projets de création avec des amateurs comme It's my party (2018), Plus ou moins 20 pour commencer (doucement) (2018), Brainstorming (2012), La Liberté guidant Romain Rolland (2011).
En 2020, il est artiste compagnon au centre chorégraphique national de Caen en Normandie avec Michel Schweizer.
Il apporte également son regard en tant que collaborateur artistique pour des chorégraphes comme Mathilde Monnier, Raphaëlle Delaunay ou Maud Le Pladec. Il travaille régulièrement avec Dalila Khatir (coach vocal et interprète) avec laquelle il co-crée le spectacle Et maintenant quelque chose de complètement différent en 2019. 

## Spectacles

### Chorégraphies
- 2002 : La C et la F de La F dans le cadre du projet Les Fables à La Fontaine
- 2004 : D'après J.-C.
- 2005 : Dalila et Samson, par exemple
- 2007 : Julie, entre autres
- 2008 : Paul est mort ?
- 2009 : Ciao bella
- 2009 : Exécutions
- 2012 : All of me
- 2012 : Objet principal du voyage
- 2014 : Bang !
- 2015 : Clan
- 2015 : Tremor and more
- 2017 : Mix
- 2018 : Premix
- 2018 : Plus ou moins 20 pour commencer (doucement)
- 2019 : Et maintenant quelque chose de complètement différent avec Dalila Khatir
- 2019 : Impressions, nouvel accrochage

### Interprète
- 1985 : Le Défilé de Régine Chopinot
- 1986 : À La Rochelle il n'y a pas que des pucelles de Régine Chopinot
- 1987 : Mort de rire de Mathilde Monnier et Jean-François Duroure
- 1988 : Je ne vois pas la femme cachée dans la forêt de Mathilde Monnier
- 1989 : À la renverse de Mathilde Monnier
- 1989 : Cheval de quatre de Mathilde Monnier
- 1990 : Triton de Philippe Decouflé
- 1990 : Novembre de Philippe Decouflé
- 1991 : Soirée Michèle Prélonge de Michèle Prélonge
- 1993 : Petites pièces montées de Philippe Decouflé
- 1995 : Nuit  de Mathilde Monnier
- 1996 : L'Atelier en pièces de Mathilde Monnier
- 1996 : L'Atelier en pièces de Mathilde Monnier
- 1997 : Arrêtez, arrêtons, arrête !  de Mathilde Monnier
- 1997 : Arrêtez, arrêtons, arrête de Mathilde Monnier et Christine Angot
- 1997 : Qui voyez vous ?  de Mathilde Monnier
- 1998 : Les Lieux de là (Les non lieux) de Mathilde Monnier
- 1999 : Les Lieux de là de Mathilde Monnier
- 1999 : Fantaisie de Mathilde Monnier
- 1999 : Les Lieux de là (Dans les plis) de Mathilde Monnier
- 1999 : Les Lieux de là (Quelque part quelqu'un) de Mathilde Monnier
- 2000 : Signé, signés de Mathilde Monnier
- 2001 : The show must go on de Jérôme Bel
- 2002 : Déroutes de Erikm et Mathilde Monnier
- 2005 : Frère&sœur de Mathilde Monnier
- 2007 : Tempo 76 de Mathilde Monnier
- 2011 : Amphithéâtre 2 de Stéphanie Aubin
- 2016 : Tâkasûtra de Sophie Cattani
- 2019 : Tout doit disparaître de Philippe Decouflé